# Ommen (stad)
Ommen (Nedersaksische uitspraak: Om'm) is een stad in de Nederlandse provincie Overijssel en de hoofdplaats van de gemeente Ommen.
Ommen ligt aan de Overijsselse Vecht, in de streek Salland of specifieker het Vechtdal. De plaats wordt al rond het jaar 1100 genoemd als doorwaadbare plaats langs de Vecht. In 1248 kreeg het stadsrechten.

## Geschiedenis

### Ontstaan
Ommen is ontstaan op een rivierduin bij een doorwaadbare plaats in de rivier de Vecht. Dit is goed zichtbaar rondom het Kerkplein, dat hoger is gelegen dan de straten ten zuiden en ten oosten van de kerk. De plaatsnaam verschijnt voor het eerst in 1133: Engelbertus de Umme is dan een van de getuigen bij een schenking van goederen aan de abdij Klarholz in Westfalen.

### Stadsrechten
In 1248 kreeg Ommen stadsrechten van bisschop Otto III van Utrecht. De oorspronkelijke akte is verloren gegaan, hetgeen bij heel wat steden het geval is. Een document dat daarvoor moest doorgaan wordt algemeen als onecht beschouwd: het handschrift is 17e-eeuws en bevat zelfs het verkeerde jaartal (1208). Niettemin doet de inhoud authentiek aan. De naam van de bisschop wordt vermeld met een achttal getuigen, onder wie ridders en de toenmalige schouten van Salland en Vollenhove. Andere bewijzen voor de oude papieren van Ommen als stad zijn de brieven uit 1343 en 1346, waarin bisschop Jan van Arkel de rechten bevestigt. Aan een charter uit 1336 hangt het stadszegel van Ommen, waarvan het huidige gemeentewapen is afgeleid.

### Stadsomwalling
Met de stadsrechten kreeg Ommen het recht van ommuring. De eerste verdedigingsmuur was een eenvoudige houten omheining, maar eind 14e eeuw kwamen er wallen en grachten met drie stadspoorten. In 1518 moesten de wallen worden geslecht op bevel van bisschop Philips van Bourgondië. 

### Hanze
In de tijd van het Hanzeverbond, tot ongeveer 1500, waren er in deze regio een aantal belangrijke Hanzesteden als Kampen, Zwolle en Deventer. Deze zogeheten Gemeene of Principaalsteden zochten contact met kleinere steden en dorpen in hun achterland. In Overijssel was een groot aantal van deze Bijsteden aan een van de grote IJsselsteden gelieerd. Zo was de stad Ommen, met onder andere Hasselt, Gramsbergen, Oldenzaal en Enschede verbonden met de destijds belangrijke handelsstad Deventer. Behalve landbouwproducten had men in Ommen niets voor handel en transport te bieden. De geringe betrokkenheid van Ommen bij de Hanze was uitsluitend te wijten aan de ligging aan een toen belangrijke vaarverbinding via de Vecht.

### Kantongerecht
Ommen had tot begin 20e eeuw een centrumfunctie in de regio. Er zetelden diverse overheidsorganisaties in de stad, zoals het belastingkantoor en het kantongerecht. Het kantongerecht was vanaf 1838 de voortzetting van het in 1811 ingestelde vredegerecht Ommen. Bij het opnieuw vastleggen van de rechtsgebieden in Overijssel in 1933 werd het samen met de kantongerechten van Goor en Kampen opgeheven.

### Stad en Ambt Ommen
Tot 1811 bestonden er twee bestuurlijke organisaties. Het stadsgericht Ommen, bestaande uit een smalle strook vanaf de Vecht, van de stad tot en met de Ommerschans, werd bestuurd door een eigen Stadsregering. Daarnaast had men het Kerspel of Schoutambt Ommen, als bestuursvorm voor het omliggende platteland. Ambt-Ommen omvatte destijds ook Avereest en Den Ham en werd na 1685 ook wel het schoutambt Ommen en Den Ham genoemd. Bij de introductie van de Franse bestuursorganisatie in 1811 werd Den Ham van het schoutambt Ommen gescheiden en een afzonderlijke gemeente. Het restant van het schoutambt Ommen werd met het stadsgericht Ommen verenigd tot de Mairie Ommen. In 1818 kwam de oude scheiding van de twee gemeenten Stad-Ommen en Ambt-Ommen weer terug, en werd ook Avereest een afzonderlijke gemeente. In 1923 kreeg Ommen opnieuw te maken met een herindeling toen de gemeenten Stad- en Ambt Ommen samen verdergingen als gemeente Ommen. Het oostelijke deel van Lemelerveld, tot dan behorend bij Ommen, werd in 1997 bij de gemeente Dalfsen gevoegd. De gemeente Ommen is dus, tegen de huidige tendens in, steeds kleiner geworden.
In de jaren twintig en dertig van de twintigste eeuw was Ommen het wereldcentrum van de theosofie. Op het landgoed Eerde van Philip baron van Pallandt had Jiddu Krishnamurti de Orde van de Ster in het Oosten gevestigd. Jaarlijks werden op het landgoed de Sterkampen gehouden. In 1929 hief Krishnamurti de orde op, omdat hij tegen persoonsverheerlijking was. De baron verkocht het terrein aan de gemeente Ommen. De Sterkampen gingen tot 1939 door, en Krishnamurti was er jaarlijks gastspreker.
In 1942 werd op het terrein van de Sterkampen Kamp Erika ingericht als strafkamp, later kamp voor landlopers en na de oorlog interneringskamp voor collaborateurs.

## Cultuur

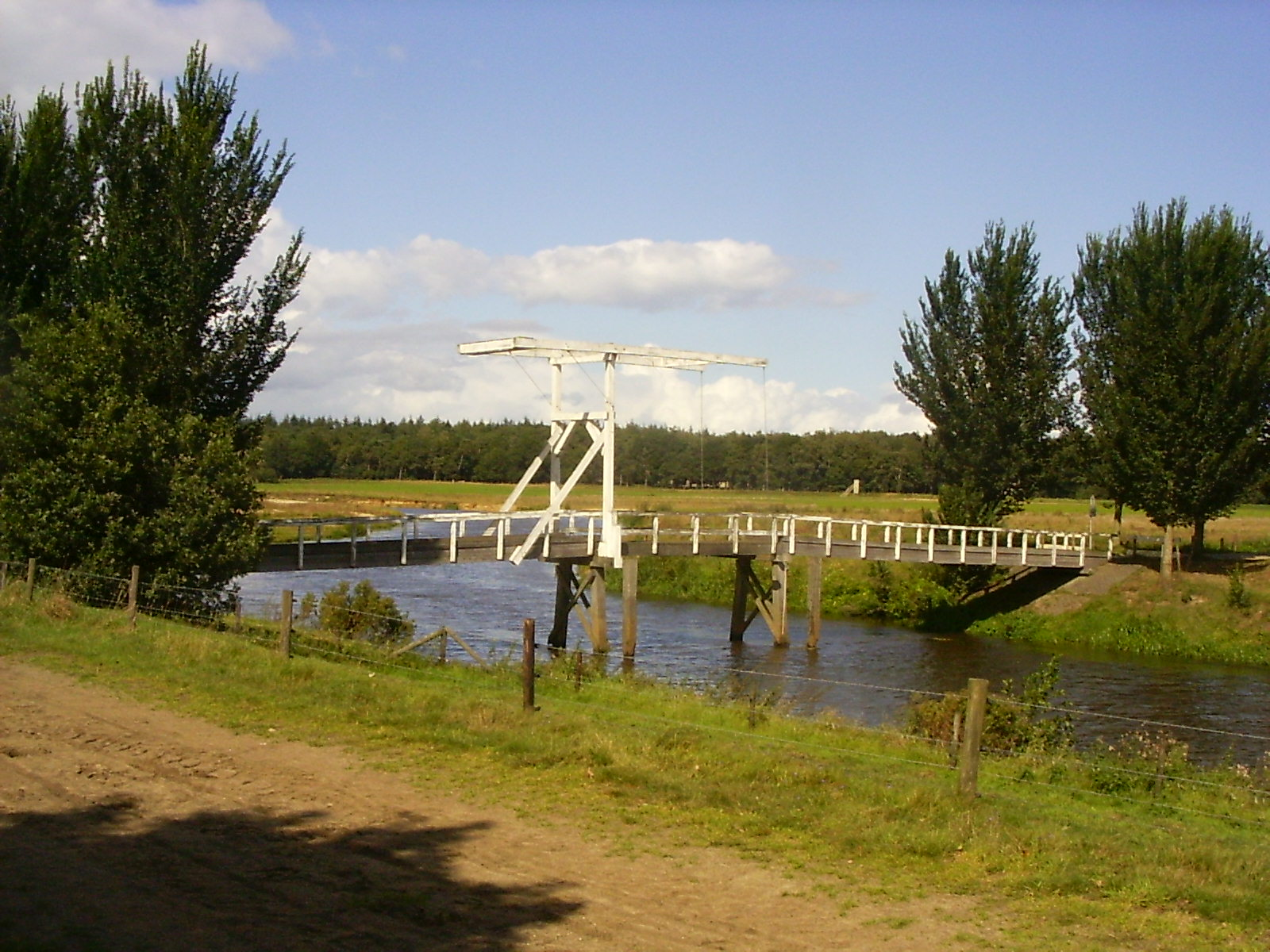
Giethmener Kerkbrug over de Regge ten zuiden van Ommen

### Monumentale gebouwen
In Ommen bevindt zich een klein aantal monumentale en anderszins bijzondere gebouwen, een selectie hieruit:
- de Nederlands Hervormde Brigittakerk op het Kerkplein - een laatgotisch gebouw, gewijd geweest aan de H. Brigida. Het is het oudste gebouw van Ommen. In een document uit 1238 wordt de Brigitta reeds genoemd. Na een brand in 1624 is de kerk op een deel van de muren na verwoest en heropgebouwd. De huidige toren is pas in 1857 aangebracht.
- het klokkenhuis, tegen de Brigittakerk aan gebouwd na het afbranden van de kerktoren in 1624
- het voormalige gemeentehuis aan de Vecht - gebouwd in 1827 op de plaats van het Bruggenhuis. Tot 1923 werd hier bij de brug nog tol geheven. Het stadhuis is in 1960 vergroot en in 1982 vervangen door een nieuw gemeentehuis aan de Chevalleraustraat.
- het oude postkantoor aan de Kruisstraat - gebouwd in 1881, als postkantoor gebruikt tot 1907.
- het voormalige postkantoor aan de Markt - gebouwd in 1906-1907, ter vervanging van het kantoor aan de Kruisstraat. Thans een grand café.
- het "Koffiehuis van den Volksbond" op de hoek Brugstraat-Kruisstraat-Varsenerpoort uit 1903, later was hier een drukkerij gevestigd. In 2007 gerestaureerd.
- de oude begraafplaats aan de Hardenbergerweg met baarhuisje - in gebruik genomen in 1828, vervangen door een nieuwe begraafplaats in 1920 en definitief gesloten in 1969.
- de Joodse begraafplaats aan de Hardenbergerweg - de oudste nog aanwezige grafsteen dateert uit 1747 (5507).
- het Besthmener Tolhuis - dit negentiende-eeuwse gebouwtje moest in 1961 wijken voor de verbreding van de weg Ommen-Lemele en is in 1968 herbouwd naast de daarvoor reeds gerestaureerde molen op Den Lagen Oordt.
- de Rooms-Katholieke kerk, gebouwd in 1938 ter vervanging van een kerkgebouw dat afkomstig was van Schokland en in 1861 in gebruik was genomen.
- de Gereformeerde kerk aan de Bouwstraat[2], gebouwd in 1932 ter vervanging van een kerk uit 1897
- in de Brugstraat en op het Kerkplein bevinden zich enkele huizen met achttiende-eeuwse puntgevels.
- landhuizen en buitenplaatsen, zoals Olde Vechte en Het Laar in Ommen en een aantal in de buurtschappen.
- Station Ommen, geopend in 1903, ontworpen door de architect Eduard Cuypers.

### Verenigingsleven
Ommen kent een groot aantal verenigingen. Dit gebeurt nog veelal via de vertrouwde zuilen: algemeen, christelijk en gereformeerd-vrijgemaakt. Tot de oudste verenigingen behoren de in 1908 opgerichte harmonie Crescendo en de in 1921 opgerichte voetbalvereniging Ommen (thans OVC'21).
Na de Tweede Wereldoorlog ontstonden onder andere de Ommer Zaterdagmiddag Voetbalvereniging (OZC) en Christelijke Muziekvereniging Soli Deo Gloria (SDG, in de volksmond spreekt men over Soli). De slagwerkgroep van Soli is op het hoogste landelijk niveau zeer succesvol. Op 9 februari 2008 is deze groep Nederlands Kampioen Podiumorkesten geworden. Op 31 juli 2009 werd de groep vice-wereldkampioen tijdens het Wereld Muziek Concours te Kerkrade.
Ook kent Ommen een scoutinggroep: de Van Pallandt-groep, vernoemd naar baron van Pallandt van Eerde.

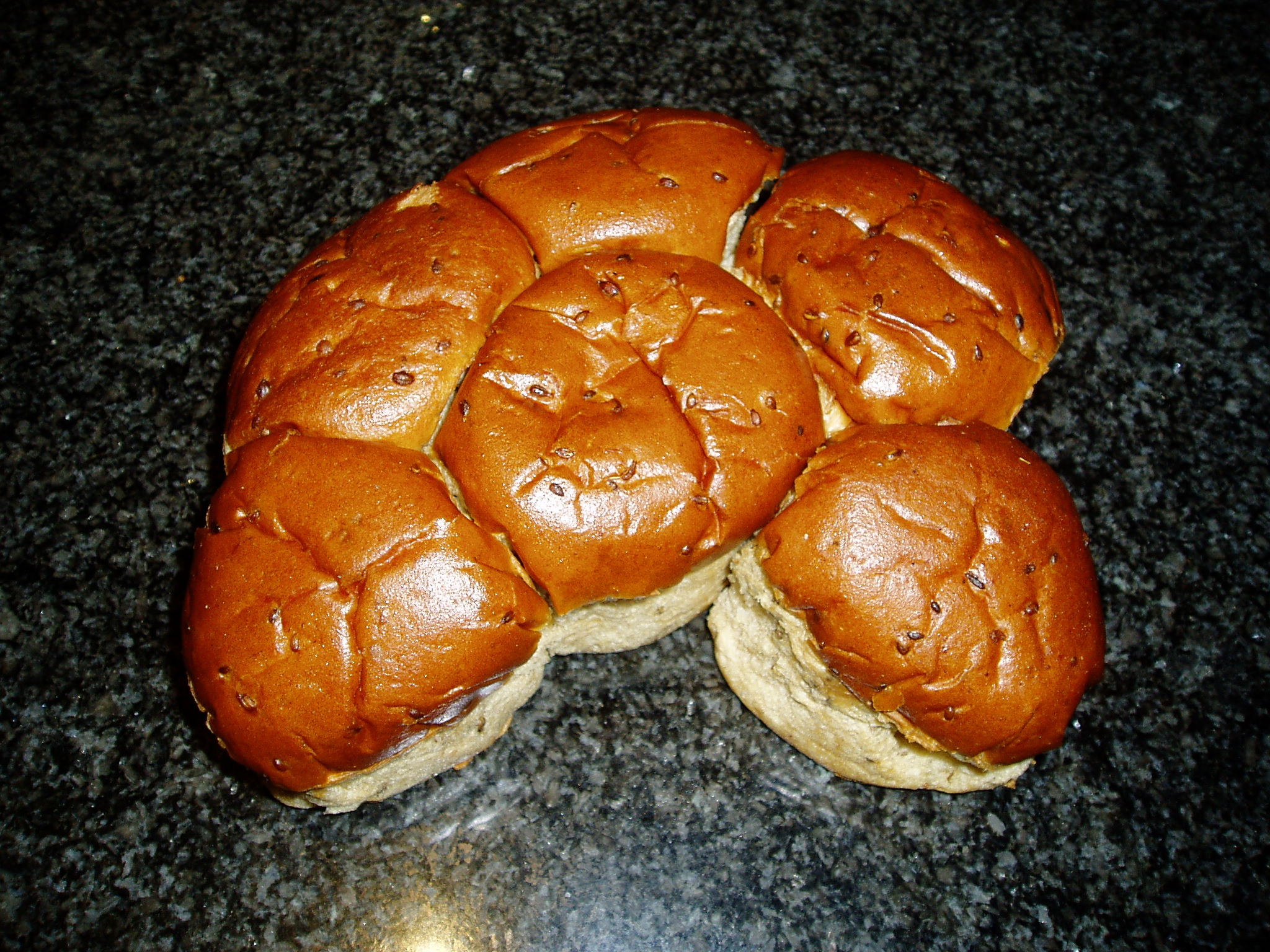
Zes zûte plassies

### Gastronomie
Ommen heeft een aantal plaatselijke specialiteiten:
- Zûte plassies - een meestal vijfhoekig broodje van gekruid brooddeeg; de exacte samenstelling is een geheim van de Ommer bakkers, maar omvat onder andere komijn en anijs; alleen verkrijgbaar van eind oktober tot medio december.

### Sport
Sinds 2006 kent Ommen de Vechtdalmarathon 2-daagse, een hardloopwedstrijd waarbij over drie wedstrijden de afstand van een marathon wordt gelopen.
Ommen kende tot 2021 twee veldvoetbalclubs: zaterdagclub OZC en zondagclub OVC '21. De jeugdafdelingen van deze beide clubs waren in april 2017 al gefuseerd tot Jeugd Club Ommen (JCO). In 2021 zijn beide clubs gefuseerd en gaan nu verder onder de naam FC Ommen.
Volleybalclub Volco werd in 1963 opgericht. Ze speelde lange tijd in de eredivisie, maar later op een lager niveau. Tevens is er in Ommen de hockeyclub MHC Ommen en een fietscrossclub genaamd FCC de Bissinghcrossers.
In 2006 is Schaats-Training-Groep “De Doorloper” gefuseerd met IJsvereniging Ommen onder de naam IJsvereniging De Doorloper Ommen. Deze beheert de plaatselijke natuurijsbaan, heeft een trainingsgroep op de kunstijsbaan in Enschede en doet aan fietsen (toerwielrennen in groepsverband).

### Evenementen
- Palmpasenoptocht - op de zaterdag voor Palmzondag is er voor de jongste jeugd een palmpasenoptocht. De palmpasenstokken - in Ommen traditioneel geen kruis, maar een geschilde stok met 'zwaantjes' en een broodkrans, versierd met buxustakjes, rozijnen en een sinaasappel - worden voor de optocht gekeurd door de Gemienschap van Oll Ommer
- Eiertikken op Paasmaandag - Al ruim een eeuw wordt op Tweede Paasdag na de kerkgang op het Kerkplein rond elf uur door groepjes van vier personen eiergetikt. De ene speler houdt een ei in de knuist waarvan alleen de bovenkant zichtbaar is, de andere tikt het met een ander ei aan. Eerst punt tegen punt en dan stomp tegen stomp; zijn beide eieren beschadigd dan tikt men met de twee hele zijden tegen elkaar. Wie het laatste ei van de medespelers stuk tikt, is de winnaar en krijgt de getikte eieren als prijs.
- Paasvuur op Tweede Paasdag.
- Ommer Bissing - traditionele jaarmarkt op tweede dinsdag van juli, aangevuld met een serie evenementen.

## Verkeer en vervoer

### Auto
Nabij Ommen kruisen de N34/340 en de N48/348 elkaar. De N34 is eind jaren 60, bij een verbreding van de bedding van de Vecht en de aanleg van een nieuwe brug, dwars over de Markt in Ommen gelegd. Hiervoor is een groot aantal panden gesloopt en is het aangezicht van de stad sterk veranderd. Tot medio 2010 was deze verbinding voor het verkeer tussen Zwolle en Hardenberg een beruchte bottleneck vanwege de diverse kruisingen en verkeerslichten. Sinds de zomer van 2010 eindigt de N34 bij Witte Paal en heeft de N36 een nieuwe tracé ten noorden van Ommen, waardoor het doorgaande verkeer niet meer door het centrum rijdt. De Markt in Ommen is daarna opnieuw ingericht en vormt weer een onderdeel van de stad.

### Trein

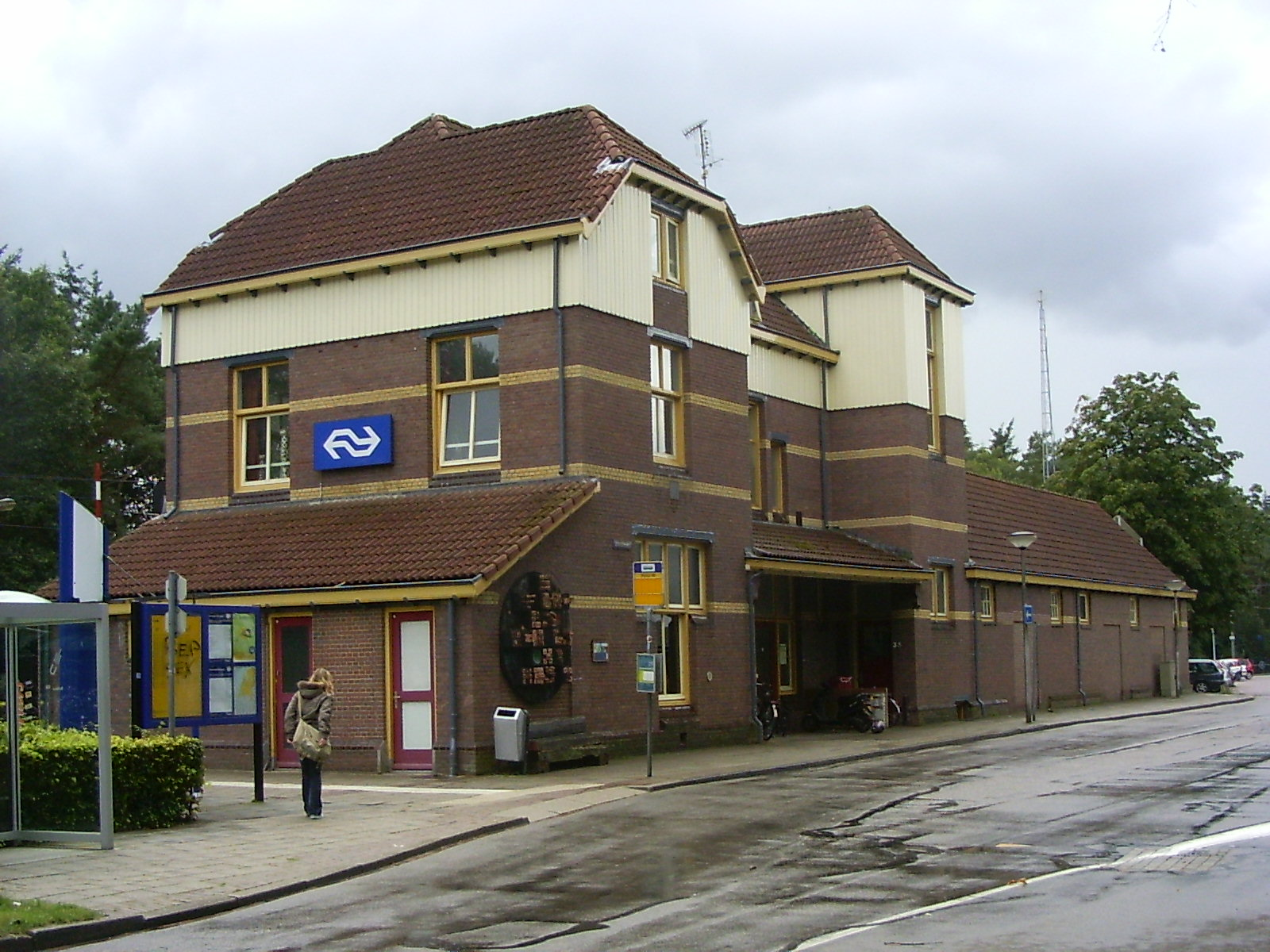
Station Ommen

Sinds 15 januari 1903 beschikt Ommen over een spoorverbinding met Zwolle, als onderdeel van de spoorlijn Zwolle - Stadskanaal, aangelegd door de NOLS. Het stationsgebouw, gelegen aan de zuidkant op aanzienlijke afstand van het centrum, werd ontworpen door Eduard Cuypers. In 1905 kwam ook de verbinding met Stadskanaal tot stand. Het gedeelte tussen Emmen en Stadskanaal is later buiten gebruik gesteld. Van 1910 tot 1935 bestond ook een directe spoorlijn Deventer - Ommen via Raalte, aangelegd door de OLDO. Jarenlang heeft men geprobeerd deze lijn door te trekken naar Hoogeveen, waarbij de gemeenten Ambt-Ommen, Stad-Ommen, Avereest, Zuidwolde en Hoogeveen financieel wilden bijdragen. De ontworpen spoorweg zou de afstand van Groningen naar Deventer en Twente aanzienlijk verkorten. Onder meer door de opkomst van de autobus in de jaren 20 worden deze plannen nooit gerealiseerd. Ook de verlenging van de spoorlijn (Winterswijk) - Neede - Hellendoorn naar Ommen is vanwege de laag ingeschatte goederen- en reizigersaantallen nooit voltooid.

### Bus
Lijn 81 (Ommen - Westerhaar - Almelo) is een streekbus en rijdt maximaal 2x per uur. Lijnen 568 (Ommen - Dalfsen) en 569 (Ommen - Lemelerveld) zijn buurtbussen en rijden van maandag tot en met vrijdag overdag 1x per uur. Regelmatige busverbindingen naar Deventer, Almelo (via Nijverdal), Hardenberg en Zwolle zijn opgeheven.

### Scheepvaart
Tot het eind van de 19e eeuw werd de Vecht veel gebruikt voor de scheepvaart. Er werd gevaren met kleine boten, de zogeheten vechtzompen. Over de Vecht werd o.a. Bentheimer zandsteen vervoerd. Om de hoge tolgelden bij de Duitse grens te ontlopen werd er door de schippers veel gesmokkeld. Door lage waterstanden in de zomer en het grote aantal bochten waren de vaartijden echter lang.
In het midden van de 19e eeuw kwamen ten noorden van Ommen het kanaal de Dedemsvaart gereed, met het Ommerkanaal als zijkanaal. Het kanaal liep destijds langs de oostzijde van de stad, waar een haven was bij de Hardenbergerweg. Er was toen geen directe verbinding met de Vecht. Wel kon men via een duiker onder de Hardenbergerweg door water spuien op een oude vechtarm. De scheepvaart verplaatste zich van de Vecht naar het nieuwe kanaal. In 1964 werd het kanaal gesloten voor de scheepvaart. Er kwam een nieuw tracé ten westen van Ommen. Het heeft thans een functie als afwateringskanaal.